# Neil Etheridge
Neil Leonard Dula Etheridge (* 7. Februar 1990 in Enfield Town, England) ist ein englisch-philippinischer Fußballtorhüter, der aktuell bei Buriram United in der Thai League unter Vertrag steht. Seit 2008 ist er außerdem für die philippinische Nationalmannschaft aktiv.

## Leben
Etheridge wurde 1990 in Enfield Town in London geboren. Sein Vater ist Engländer und seine Mutter Filipina. Er besuchte die Court Moor School in Fleet, Hampshire und spielte auch für deren Fußballmannschaft.

## Karriere

### Im Verein
2003 besuchte Etheridge die Fußballschule des FC Chelsea. Dort spielte er mit Phil Younghusband und James Younghusband, die später ebenfalls philippinische Nationalspieler wurden. Etheridge spielte zuerst als Stürmer, wechselte aber auf die Position des Torhüters, nachdem der Trainer ihn darum gebeten hatte. 2006 unterschrieb er einen Profivertrag beim FC Fulham. 2008 wechselte er auf Leihbasis zum FC Leatherhead. 2009 wurde Etheridge an beiden Knien operiert, wodurch er ein halbes Jahr ausfiel. Am Ende der Saison 2009/10 unterschrieb er einen neuen Einjahresvertrag beim FC Fulham. Am 11. September 2010 wurde Etheridge zum ersten Mal in die A-Mannschaft berufen, da sich der zweite Torhüter, David Stockdale, verletzt hatte. Im Spiel gegen die Wolverhampton Wanderers saß er jedoch 90 Minuten auf der Bank. Seit der Saison 2011/12 war er hinter Mark Schwarzer zweiter Torhüter beim FC Fulham. Sein Debüt gab er am 14. Dezember 2011 in der UEFA Europa League im Heimspiel gegen Odense BK (2:2) in der Startelf.
Am 2. Juli 2015 wechselte er zum Drittligisten FC Walsall und unterschrieb einen bis 2017 gültigen Vertrag. Der 25-Jährige sicherte sich bei seinem neuen Verein den Posten des Stammtorhüters und beendete die Football League One 2015/16 als Tabellendritter. In den anschließenden Play-offs scheiterte Walsall jedoch vorzeitig am FC Barnsley. Nach einem weiteren Jahr in der dritten Liga unterschrieb Neil Etheridge am 30. Mai 2017 einen Vertrag beim Zweitligisten Cardiff City. Mit Cardiff beendete er die EFL Championship 2017/18 als Tabellenzweiter und sicherte sich damit den Aufstieg in die erste Liga. Vor Beginn der nächsten Spielzeit erhielt er einen neuen Dreijahresvertrag in Cardiff. Der Aufenthalt in der Premier League 2018/19 endete nach nur einem Jahr als Drittletzter der Tabelle.
Nachdem er auch verletzungsbedingt seinen Stammplatz zwischen den Pfosten in der Saison 2019/20 verloren hatte, entschied sich Etheridge für einen erneuten Vereinswechsel und schloss sich für vier Jahre dem Zweitligisten Birmingham City an. Dort kam er bis zum Vertragsende in 70 Ligaspielen, neun Pokalpartien sowie fünf Mal für die U21 des Klubs in der Premier League 2 zum Einsatz. Im Juli 2024 wechselte der Torhüter nach Thailand. Hier unterschrieb er in Buriram einen Vertrag beim Erstligisten Buriram United in der Thai League. Am Ende der Saison 2024/25 feierte er mit Buriram die thailändische Meisterschaft. Am 24. Mai 2025 stand er mit Buriram im Finale des FA Cups, das man mit 3:2 gegen den Erstligisten Muangthong United gewann. Eine Woche später stand er mit dem Verein im Finale des Thai League Cup. Hier schlug man im BG Stadium den Erstligisten Lamphun Warriors FC mit 2:0.

### Nationalmannschaft
2005 nahm Etheridge mit der U-16 Nationalmannschaft Englands am Victory Shield teil. Die Trophäe teilten sich Wales und England. 2007 bekam er eine Einladung der philippinischen Nationalmannschaft, lehnte diese aber ab, da er weder die Sprache noch einen Spieler kannte. Im Frühjahr 2008 wurde er wieder eingeladen, diesmal von PFF-Präsident Jose Mari Martinez persönlich. Martinez und Phil Younghusband konnten schließlich Etheridge überzeugen und dieser entschied sich, fortan für die philippinische Fußballnationalmannschaft zu spielen.
2008 absolvierte er alle drei Spiele in der AFC-Challenge-Cup-Qualifikation. Jedoch scheiterte die Mannschaft aufgrund ihrer schlechten Tordifferenz. Im selben Jahr nahm er auch an der AFF-Suzuki-Cup-Qualifikation teil. Die Philippinen gewannen zwei Spiele, spielten ein Unentschieden und verloren eines. Sie waren zwar punkt- und von der Tordifferenz her gleich mit einer anderen Mannschaft, jedoch verpassten sie die Qualifikation, weil weniger Tore erzielt wurden. Aktuell bestritt der Torhüter bisher 82 A-Länderspiele für das Heimatland seiner Mutter.

## Erfolge
Buriram United
- Thailändischer Meister: 2024/25
- Thailändischer Pokalsieger: 2024/25
- Thailändischer Ligapokalsieger: 2024/25